# Lijst van onroerend erfgoed in Borsbeek
Een overzicht van het onroerend erfgoed in de gemeente Borsbeek. Het onroerend erfgoed maakt deel uit van het cultureel erfgoed in België.

## Bouwkundig erfgoed
| Object                                    | Erfgoedstatus? | Bouwjaar of architect | Deelgemeente | Adres                            | Coördinaten                   | Nummer? | Afbeelding                                |
| ----------------------------------------- | -------------- | --------------------- | ------------ | -------------------------------- | ----------------------------- | ------- | ----------------------------------------- |
| Heropgebouwde pastorie met koetshuis      |                |                       | Borsbeek     | Corluylei 1A, z.nr.              | 51° 11' 18" NB, 4° 29' 21" OL | 12754   | Heropgebouwde pastorie met koetshuis      |
| Villa De Goudbloem                        |                |                       | Borsbeek     | de Robianostraat 60              | 51° 11' 40" NB, 4° 29' 7" OL  | 12756   | Villa De Goudbloem                        |
| Gemeentehuis van Borsbeek                 |                |                       | Borsbeek     | de Robianostraat 64              | 51° 11' 40" NB, 4° 29' 6" OL  | 12757   | Gemeentehuis van Borsbeek                 |
| Villa Marthe en Villa Irma                |                |                       | Borsbeek     | de Robianostraat 90-92           | 51° 11' 41" NB, 4° 28' 59" OL | 12758   | Villa Marthe en Villa Irma                |
| Heilige Geesthoeve                        | Monument       |                       | Borsbeek     | Frans Beirenslaan 2              | 51° 11' 27" NB, 4° 28' 37" OL | 12759   | Heilige Geesthoeve                        |
| Hoeve Ceulemans                           |                |                       | Borsbeek     | Gebroeders Van der Auwerabaan 31 | 51° 11' 3" NB, 4° 29' 43" OL  | 12760   | Hoeve Ceulemans                           |
| Parochiekerk Sint-Jacob de Meerdere       | Monument orgel |                       | Borsbeek     | Jozef Reusenslei                 | 51° 11' 35" NB, 4° 29' 15" OL | 12762   | Parochiekerk Sint-Jacob de Meerdere       |
| Herberg De Valk                           | Monument       |                       | Borsbeek     | Jozef Reusenslei 2               | 51° 11' 34" NB, 4° 29' 14" OL | 12763   | Herberg De Valk                           |
| Pastorie en oud Gemeentehuis van Borsbeek |                |                       | Borsbeek     | Jozef Reusenslei 9-11            | 51° 11' 34" NB, 4° 29' 18" OL | 12764   | Pastorie en oud Gemeentehuis van Borsbeek |
| Burgerhuis                                |                |                       | Borsbeek     | Jozef Reusenslei 28              | 51° 11' 38" NB, 4° 29' 17" OL | 12766   | Burgerhuis                                |
| Huis Den Morgend                          |                |                       | Borsbeek     | Jozef Reusenslei 192             | 51° 11' 57" NB, 4° 29' 26" OL | 12767   | Huis Den Morgend                          |
| Hoeve met losse bestanddelen              | dorpsgezicht   |                       | Borsbeek     | Langbaan 4                       | 51° 11' 25" NB, 4° 28' 38" OL | 12768   | Hoeve met losse bestanddelen              |
| Dorpswoning                               | dorpsgezicht   |                       | Borsbeek     | Langbaan 6                       | 51° 11' 24" NB, 4° 28' 39" OL | 12769   | Dorpswoning                               |
| Fort III                                  | Monument       |                       | Borsbeek     | Frans Beirenslaan 2A             | 51° 11' 13" NB, 4° 28' 45" OL | 200542  | Fort III                                  |
| Schans III                                |                |                       | Borsbeek     | Schanslaan 10-20                 |                               | 216071  | Upload foto                               |
| Schans II                                 |                |                       | Borsbeek     | Schanslaan                       |                               | 216072  | Upload foto                               |
| Schans I                                  |                |                       | Borsbeek     | Schanslaan 134-140, 144          |                               | 216073  | Upload foto                               |